# Camat
Camat é a pessoa que rege a área Kecamatan, região que poderia traduzir-se ao português como "sub-distrito" dentro da divisão administrativa do território da Indonésia.
O Camat é o coordenador das ações governamentais dentro da área do Kecamatan, estando sob as ordens do Bupati através da Secretaria da área do Kabupaten/Kota. El Camat dirige suas petições e sugestões ao Bupati/Walikota através de dita secretaria.
As tarefas do Camat são a execução de a autoridade governamental proveniente do Bupati de acordo com as características e as necessidades da região e executar-las as atividades administrativas baseando-se na legislação vigente. A pessoa Camat está subordinada ao Lurah, mas não ao Kepala Desa (o cabeça de Desa).